# Chemische Briefe

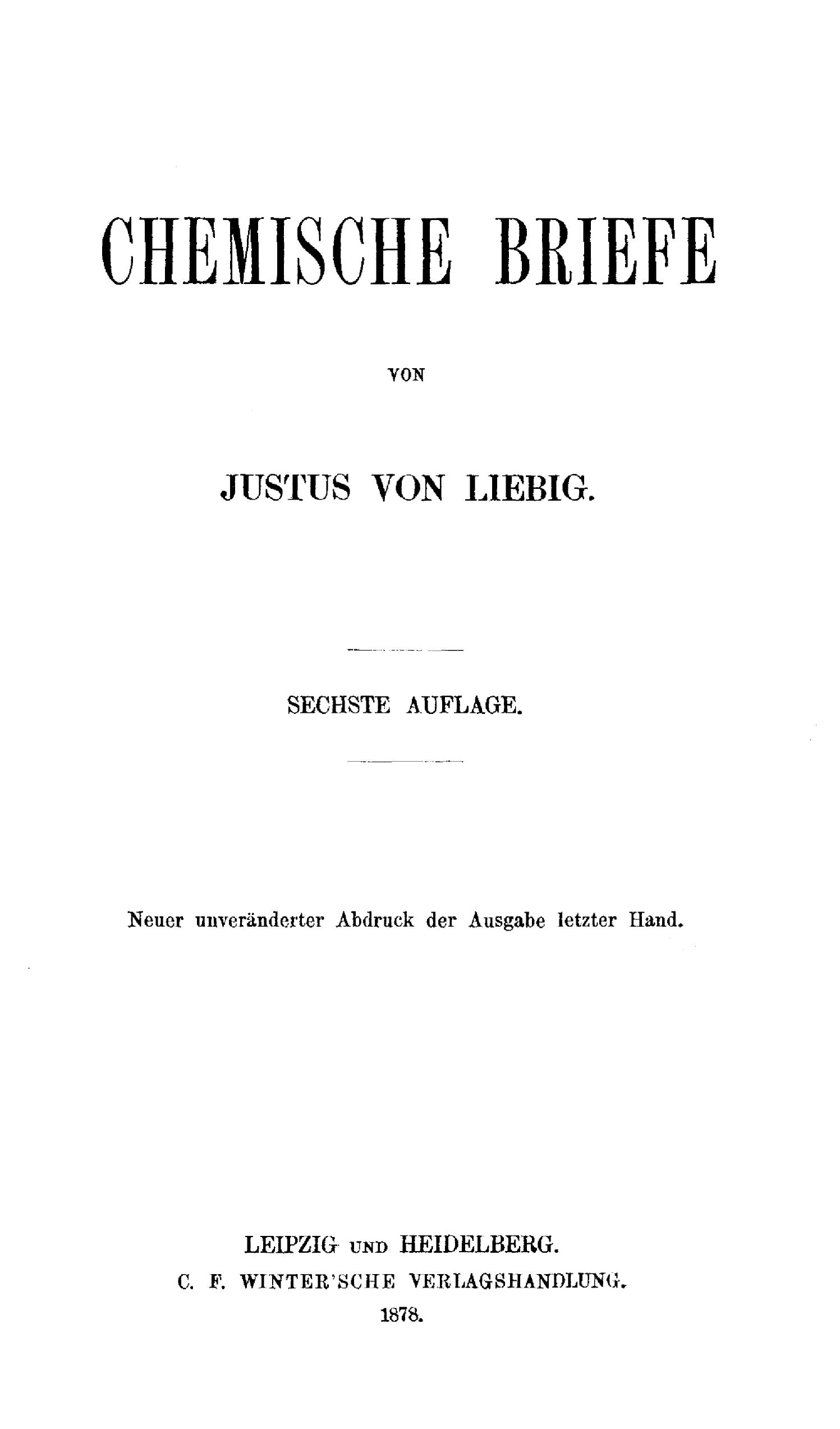
Chemische Briefe (Sechste Auflage. Neuer unveränderter Abdruck der Ausgabe letzter Hand), Titelblatt

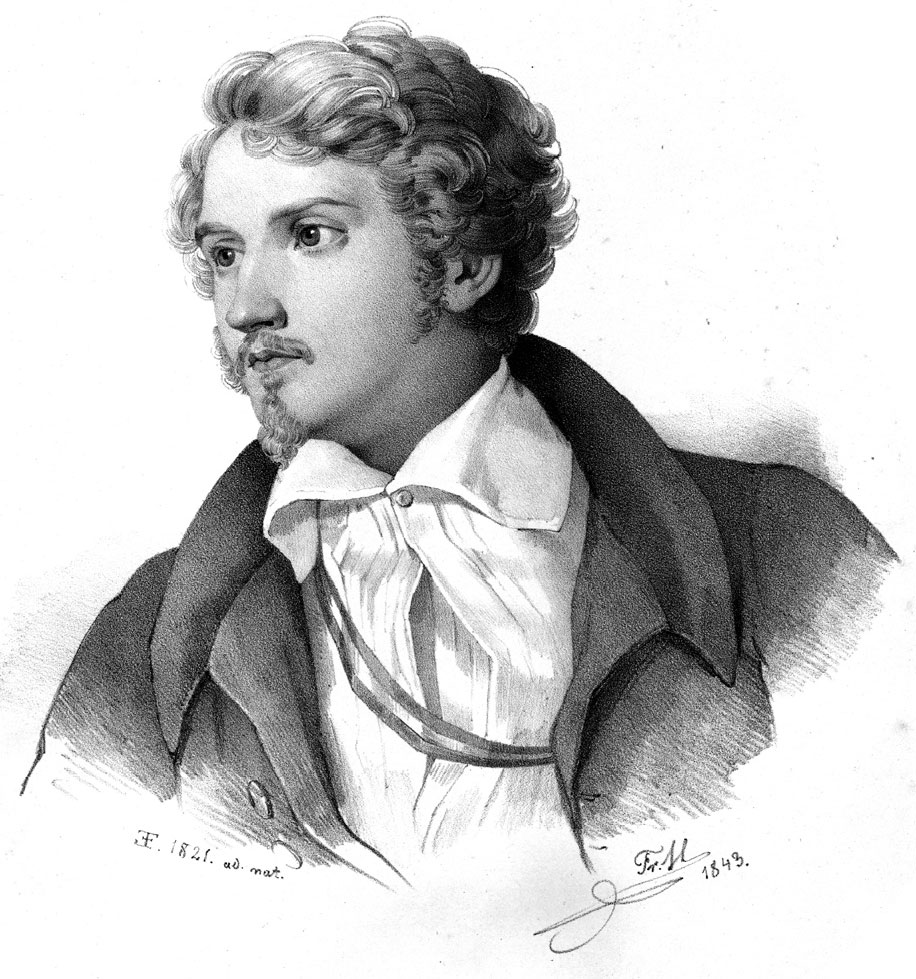
Der junge Liebig, Lithographie aus dem Jahr 1843 nach einem Gemälde von 1821 (Liebighaus)

Die Chemischen Briefe stammen von Justus von Liebig (1803–1873), einem der bedeutendsten deutschen Chemiker des 19. Jahrhunderts. Er verfasste sie seit 1841.
Ihr Verfasser beabsichtigte damit, in gemeinverständlicher Form neue Erkenntnisse in der Chemie zu verbreiten, um bei einem größeren Publikum Interesse für diese Wissenschaft zu erwecken. Weiter lag ihm daran, die Bedeutung der Chemie für das menschliche Leben aufzuzeigen.
Die erste Buchausgabe war 1843 in England von einem Schüler Liebigs veranstaltet worden, sie erschien unter dem Titel Familiar letters on chemistry, and its relation to commerce, physiology and agriculture. Die 5. (deutsche) Ausgabe war die letzte Ausgabe zu Lebzeiten des Autors mit neuem Vorwort vom 1. Juli 1865. Die bis heute nachgedruckte 6. Auflage ist ein neuer unveränderter Abdruck der Ausgabe letzter Hand.
Die erste französische Ausgabe erschien unter dem Titel Lettres sur la chimie et sur ses applications à l'industrie, à la physiologie et à l'agriculture, übersetzt von G.-W. Bichon (Paris, Charpentier, Fortin Masson, 1845).

## Einführung
Liebigs Werk hatte das Ziel, neue Erkenntnisse der Chemie in einer für jedermann verständlichen Art zu verbreiten, um ein breiteres Publikum für diese Wissenschaft zu gewinnen. Justus von Liebig war Professor an der Universität Gießen, er gilt als Wegbereiter der modernen Mineraldüngung und damit als Pionier der Agrochemie. begründete durch seine Forschung die moderne Mineraldüngung und den Beginn der Agrochemie. Er verfeinerte die von Lavoisier entwickelte Technik der Elementaranalyse organischer Verbindungen. Er gilt als Begründer der industriellen Landwirtschaft und Nahrungsmittel wurden von der Firma vertrieben, die seinen Namen trägt.
Die Chemischen Briefe waren zunächst, seit 1841, in unregelmäßigen Abständen anonym in der Augsburger Allgemeinen Zeitung erschienen und hatten bei den Lesern großen Anklang gefunden.
Die Briefe waren so erfolgreich, dass Liebig ihre Veröffentlichung auch nach der ersten (deutschen) Ausgabe im Jahr 1844 mit ihren 26 Briefen (erschienen im Verlag Winter in Heidelberg) fortsetzte. Die erste Buchausgabe war bereits 1843 in England von Liebigs Schülern herausgegeben worden.
Die Inhalte dieser Briefe reichen aber über rein wissenschaftliche Themen hinaus und präsentieren vielmehr eine umfassende Geschichtsphilosophie. Diese hatte und hat noch heute einen nachhaltigen Einfluss auf ökologische Ökonomen. Karl Marx beispielsweise zitierte Liebigs Arbeiten zur Analyse der Landausbeutung im kapitalistischen System.
Die Neue Deutsche Biographie stellt zu den Chemischen Briefen fest, Liebig:

„befaßt sich darin mit der Erläuterung chemischer Probleme und mit der Bedeutung der Chemie für den Wohlstand des Staates und der Gesellschaft. Sie waren in allgemeinverständlicher Form verfaßt, zeichneten sich durch Prägnanz und Klarheit aus und erreichten im Stil literarisches Niveau.“

Zunächst umfasste die Erstausgabe der Chemischen Briefe 26 Briefe. In der Ausgabe letzter Hand ist deren Anzahl auf 50 Briefe angewachsen. Diese waren für eine gebildete Leserschaft geschrieben, die sich nicht davor scheute, sich mit den wichtigsten und schwierigsten Fragen der Wissenschaft auseinanderzusetzen, solange sie für den Fortschritt und die Anwendungen relevant waren. Liebig richtete sich damit an Leser, die an einer vermeintlich populären Form der Darstellung keinen Gefallen fanden.
In seiner Vorrede zur 26 Briefe enthaltenden ersten (deutschen) Buchausgabe heißt es:

„Diese Briefe sind, im Sinne des Wortes, für die gebildete Welt geschrieben, welche vor der Erörterung der wichtigsten und schwierigsten Fragen in der Wissenschaft, insofern sie einflußreich für den weiteren Fortschritt und die Anwendungen sind, nicht zurückzuschrecken gewohnt ist, für eine Klasse von Lesern, die an einer sogenannten populären Form der Darstellung, womit man gewöhnlich das Herabziehen in das Gemeine und in das Platte Verständlichmachen bezeichnet, kein Gefallen finden kann.“

In seinem berühmt gewordenen Buch Der Kreislauf des Lebens. Physiologische Antworten auf Liebig`s Chemische Briefe legt der niederländische Arzt und Physiologe Jakob Moleschott (1822–1893 in Rom) den Gedanken von der Erhaltung der Kraft im Kreislauf der Natur in rein stofflichem Sinne aus. Zusammen mit Carl Vogt (siehe auch dessen Physiologische Briefe) und Ludwig Büchner vertrat er im Materialismusstreit die Position des wissenschaftlichen Materialismus. Während seiner Lehrtätigkeit in Heidelberg wurde Moleschott dort infolge seines Atheismus seines Amtes enthoben. Hervorgegangen aus einer eher geringfügigen Kontroverse mit Justus von Liebig, wurde Moleschotts Werk zu einem Grundwerk der materialistischen Naturphilosophie der Zeit.

„Liebig, für dessen naturwissenschaftliche Leistung M[oleschott] sein Leben lang die größte Achtung bezeugte, begeht jedoch - gemäß M[oleschott]s Darstellung - die 'Halbheit', Naturwissenschaft und Theologie vermitteln zu wollen. M[oleschott] hält Liebig deren Unvereinbarkeit entgegen: 'Das Naturgesetz ist der strengste Ausdruck der Notwendigkeit, aber die Notwendigkeit widerstreitet der Schöpfung'“

## Ausgaben (Auswahl)
Artikel in der Augsburger Allgemeinene Zeitung (seit 1841, anonym)
englisch
- Familiar letters on chemistry, and its relation to commerce, physiology and agriculture. Edited by John Gardner. London. Printed for Taylor and Walton. 1843–1844* (in England von Liebigs Schülern veranstaltet)
  - Second edition 1844 Digitalisat

deutsch
- 1. Chemische Briefe. Erstausgabe, Heidelberg Vlg. Winter 1844 (26 Briefe) Digitalisat
- 2. Chemische Briefe. 2. Abdruck. Winter, Heidelberg, 1845 Digitalisat (um sieben Briefe erweitert)
- 3. Chemische Briefe. Heidelberg: Akademische Verlagshandlung C. F. Winter. 3. umgearbeitete u. vermehrte Auflage 1851.
- 4. Chemische Briefe. Leipzig und Heidelberg, C. F. Winter., 1859 (4. umgearb. und verm. Aufl., auf 50 Briefe erweiterte Fassung)
- 5. Chemische Briefe. Leipzig – Heidelberg: C. F. Winter 1865. Letzte Ausgabe zu Lebzeiten des Autors mit neuem Vorwort vom 1. Juli 1865  (50 Briefe)
- 6. Chemische Briefe. Leipzig, Heidelberg: C. F. Winter, 1878. Sechste Auflage. Neuer unveränderter Abdruck der Ausgabe letzter Hand.

französisch
- Lettres sur la chimie et sur ses applications à l'industrie, à la physiologie et à l'agriculture, übersetzt von G.-W. Bichon. Paris, Charpentier, Fortin Masson, 1845 Digitalisat (andere Ausgabe ?)
- Nouvelles lettres sur la chimie considérée dans ses applications à l'industrie, à la physiologie et à l'agriculture. Paris 1852 Digitalisat